# デヴィッド・H・ステインバーグ
デヴィッド・H・ステインバーグ（David H. Steinberg）は、アメリカ合衆国の映画監督、脚本家。

## 作品
- 長ぐつをはいたネコ
- アメリカン・パイ in ハレンチ教科書
- アメリカン・スクール・トリップ
- アメリカン・サマー・ストーリー